# Seznam českých nositelů ceny Gramophone
Ceny Gramophone (Gramophone Classical Music Awards), které od roku 1977 uděluje britský časopis Gramophone, získalo již několik českých umělců a souborů. Nejvíce cen Gramophone má smyčcové kvarteto Pavel Haas Quartet (6).

## Čeští vítězové
- 1986 - Australan Charles Mackerras získal cenu v kategorii Sborové hudby za nastudování Glagolské mše s Českou filharmonií
- 1986 - Ital Claudio Abbado získal cenu v kategorii Opera za nastudování Rossiniho Cesty do Remeše s Pražským filharmonickým sborem (a Komorním evropským orchestrem)

- 2001 - Magdalena Kožená získala cenu v kategorii Zpěv (s Grahamem Johnsonem) za Písně lásky
- 2004 - Magdalena Kožená získala cenu v kategorii Umělec roku[1]
- 2007 - Pavel Haas Quartet získal cenu v kategorii Komorní hudba
- 2008 - Jiří Bělohlávek získal cenu v kategorii Opera za nastudování Výletů páně Broučkových s BBC Symphony Orchestra
- 2009 - Rafael Kubelík získal in memoriam cenu v kategorii Archiv za nastudování Trojanů s The Royal Opera
- 2010 - Australan Charles Mackerras získal cenu v kategorii Orchestrální hudba za nastudování Dvořákových symfonických básní s Českou filharmonií a Magdalenou Koženou[2]
- 2011 - Pavel Haas Quartet získal cenu v kategorii Komorní hudba
- 2011 - Pavel Haas Quartet získal cenu v kategorii Nahrávka roku
- 2012 - Václav Talich získal in memoriam cenu v kategorii Zvláštní uznání za nahrávku Mé vlasti z roku 1939 s Českou filharmonií[3]
- 2012 - Jiří Bělohlávek získal cenu v kategorii Orchestrální hudba za nastudování symfonií Bohuslava Martinů s BBC Symphony Orchestra
- 2013 - Jiří Bělohlávek získal cenu v kategorii Orchestrální hudba za nastudování skladeb Josefa Suka s BBC Symphony Orchestra[4]
- 2014 - Pavel Haas Quartet získal cenu v kategorii Komorní hudba
- 2015 - Pavel Haas Quartet získal cenu v kategorii Komorní hudba
- 2018 - Pavel Haas Quartet získal cenu v kategorii Komorní hudba[5]
- 2024 - Česká filharmonie získala cenu v kategorii Orchestr roku[6]
- 2024 - Jakub Hrůša získal cenu v kategorii Opera za nastudování Káťi Kabanové s Vídeňskými filharmoniky a sborem Vídeňské státní opery[7]
- 2024 - Jakub Hrůša získal cenu v kategorii Koncert za provedení Brittenova houslového koncertu se Symfonickým orchestrem Bavorského rozhlasu

## Česká stopa
- Cenu několikrát získali také čeští rodáci Rudolf Serkin a Alfred Brendel